# Lijst van ruimtevluchten naar de Maan
Dit is een lijst van ruimtevluchten die naar de Maan gegaan zijn.

## Lopende maanmissies
| Land             | Naam                                         | Type           | Lancering        | Status                             |
| ---------------- | -------------------------------------------- | -------------- | ---------------- | ---------------------------------- |
| Verenigde Staten | Lunar Reconnaissance Orbiter                 | Maansatelliet  | 18 juni 2009     | In baan om de Maan                 |
| China            | Chang'e 3                                    | Lander + rover | 14 december 2013 | Zachte landing, rover stilgevallen |
| China            | Chang'e 4                                    | Lander + rover | 7 december 2018  | Zachte landing achterzijde         |
| Verenigde Staten | CAPSTONE                                     | Maansatelliet  | 28 juni 2022     | In baan om de Maan                 |
| Zuid-Korea       | Danuri Korea Pathfinder Lunar Orbiter (KPLO) | Maansatelliet  | 2 augustus 2022  | In baan om de Maan                 |

## Beëindigde ruimtevaartprogramma's
| Naam                          | Land / organisatie | Lanceerdatum                                               | Aankomst Maan | Activiteiten bij Maan | Resultaten / bijzonderheden | Einde                                       |
| ----------------------------- | ------------------ | ---------------------------------------------------------- | ------------- | --- | --- | ------------------------------------------- |
| Loenaprogramma                | Sovjet-Unie        | 1958/1959 tot 1976                                         | ca. 3 dagen   | Flyby Loena 3 (en Zond 3) (foto's achterzijde Maan) Satellieten: 12, 14, 15, 20, 22 Landers: 9, 13 Robotwagentje: 17, 21 Grondmonster naar Aarde: 16, 20, 24 | Foto's en analyse ook van de achterzijde van de Maan, analyse grondmonsters ter plaatse en op aarde                                                    | Succesvol project; heeft ook missers gekend |
| Zondprogramma (vanaf Zond 4); | Sovjet-Unie        | 1967-1970                                                  |               | Onbemande proefnemingen met aangepaste Sojoez-capsule ter voorbereiding van een bemande circumlunaire vlucht, die nooit heeft plaatsgehad                    | Na de eerste bemande maanlanding werd de publieke belangstelling snel minder. De Sovjet-Unie zette na enkele onbemande successen de maanprojecten stop |                                             |
| Pioneerprogramma              | NASA               | 1958-1960 (daarna ingezet voor Zon- en planeten-onderzoek) |               | 9 pogingen mislukt; een scheervlucht (1959) en een in een baan om de Maan (1958)                                                                             | |                                             |
| Rangerprogramma               | NASA               | 1962-1964                                                  | ca. 3 dagen   | Stortten neer | 3 filmpjes van het neerstorten | mislukt project; doelstellingen aangepast   |
| Lunar Orbiterprogramma        | NASA               | 1966-1968                                                  | ca. 3 dagen   | 1-3 rond evenaar; 4 en 5 polair | Succesvol |                                             |
| Surveyorprogramma             | NASA               | 1966-1968                                                  | ca. 3 dagen   | 1,3,5,6,7 lander | Succesvol (behoudens 2 en 4) |                                             |
| Apolloproject                 | NASA               | 1968-1972                                                  | ca. 3 dagen   | 8,10,11,12 en 14 t/m 17 parkeerbaan rond Maan; 13 baan om Maan heen; 11,12,14 t/m 17 bemande landing                                                         | Succesvol behalve nr 13 |                                             |

## Missies na 1976
maanmissie geslaagd,  maanmissie mislukt
| Nr. | Missie                                                     | Organisatie / Land                  | Lanceerdatum                | Aankomst Maan                                                   | Activiteiten bij Maan | Resultaten / bijzonderheden | Einde missie |
| --- | ---------------------------------------------------------- | ----------------------------------- | --------------------------- | --------------------------------------------------------------- | --- | --- | --- |
| 1   | Galileo                                                    | NASA Verenigde Staten               | 18 oktober 1989             |                                                                 | Scheervlucht op weg naar Jupiter                                                                                         | N | Atmosfeer Jupiter september 2003                                                                                                  |
| 2   | Hiten                                                      | ISAS Japan                          | 24 januari 1990             | 19 maart 1990                                                   | Selenocentric traject naar Maan 476.000 km, via Lagrangepunten                                                           | Succesvolle navigatie met behulp van aardse atmosfeer (aero-braking) | Volgens plan neergestort op de Maan op 10-04-1993                                                                                 |
| 3   | Clementine                                                 | NASA Verenigde Staten               | 25 januari 1994             | 19 februari 1994                                                | Noord- en Zuidpool; aanwijzingen voor water                                                                              | N | Tocht naar planetoïde mislukt; in baan om aarde; contact juni 1994 verloren                                                       |
| 4   | Lunar Prospector                                           | NASA Verenigde Staten               | 7 januari 1998              | 11 januari 1998                                                 | Circulaire polaire baan                                                                                                  | Geen water aangetoond | Stortte na 7060 banen in een krater bij de Zuidpool                                                                               |
| 5   | SMART(ruimtesonde)                                         | ESA Europese Unie                   | 27 september 2003           | 16 november 2004                                                | Polaire baan | Samenstelling en opbouw Maan | Volgens plan neergestort op 3 september 2006                                                                                      |
| 6   | SELENE                                                     | JAXA Japan                          | 14 september 2007           | 3 oktober 2007                                                  | Nauwkeurig onderzoek van de Maan                                                                                         | Baan om Maan; 12-10: baan 100×800 km; 21-12-2007: begin programma | Juni 2009: gecontroleerd neergestort                                                                                              |
| 7   | Chang'e 1                                                  | China                               | 24 oktober 2007             | 5 november 2007                                                 | Nauwkeurige maankaart | N | 1-3-2009: volgens plan neergestort                                                                                                |
| 8   | Lunar Reconnaissance Orbiter                               | NASA Verenigde Staten               | 18 juni 2009                | 23 juni 2009                                                    | Polaire baan; 50×100 km; 50×210 km                                                                                       | Kaart oplossend vermogen van 0,5 m; landingsplaatsen Apollo zijn te zien | |
| 8   | LCROSS                                                     | NASA Verenigde Staten               | Onderdeel van LRO           | 9 oktober 2009                                                  | Tweetal inslagen op de Maan                                                                                              | Waterdamp gedetecteerd door LRO | 9 oktober 2009 volgens plan neergestort bij de maanzuidpool.                                                                      |
| 9   | Chandrayaan-1                                              | India                               | 22 oktober 2008             | 9 november 2008                                                 | 14 november 2008 volgens plan inslag van sonde                                                                           | Water aangetoond | Contact verloren 29-08-2009 |
| 10  | Chang'e 2                                                  | China                               | 1 oktober 2010              | 5 oktober 2010                                                  | Baan rond de Maan | N | 8-6-2011: vertrek naar Lagrangepunt 2, 2014 contact verloren                                                                      |
| 11  | GRAIL 1 en 2                                               | NASA Verenigde Staten               | september 2011              | 31 december 2011                                                | Baan rond de Maan | Nauwkeurige zwaartekrachtkaart maan mrt-mei 2012 | 17-12-2012: volgens plan neergestort                                                                                              |
| 12  | LADEE                                                      | NASA Verenigde Staten               | 7 september 2012            | 6 oktober 2012                                                  | 20 november 2012: steeds lagere baan om Maan                                                                             | 700.000 metingen aan geladen deeltjes; 11000 stofdeeltjes gedetecteerd | 17-4-2013: neergestort achterzijde maan                                                                                           |
| 13  | Chang'e 3                                                  | China                               | 1 december 2013             | 14 december 2013                                                | Zachte landing in NW Mare Imbrium (44°12' NB, 19°51' WL)                                                                 | Succesvolle zachte landing met wagentje Yutu, eerste zachte landing sinds 1976 | Zender van rover Yutu in maart 2015 uitgevallen, lander intact.                                                                   |
| 14  | Chang'e 5-T1                                               | China                               | 23 oktober 2014             | 13 januari 2015                                                 | Retour Maan, terugkeercapsule aarde orbiter door naar Lagrange L2                                                        | Testvlucht | 31 oktober 2014 landing aarde |
| 15  | Chang'e 4                                                  | China                               | 7 december 2018             | 3 januari 2019                                                  | Succesvolle zachte landing op de achterzijde van de Maan in de von Kármánkrater (45°27' ZB, 177°36' OL)                  | Met wagentje Yutu-2 | |
| 16  | Beresjiet                                                  | SpaceIL Israël                      | 22 februari 2019            | 11 april 2019                                                   | Neergestort op de maan                                                                                                   | Deelnemer van Google Lunar X Prize | Neergestort |
| 17  | Chandrayaan-2                                              | India                               | 22 juli 2019                | 20 augustus 2019                                                | Orbiter in baan om de Maan                                                                                               | Mislukte landing | Lander neergestort op maanoppervlak op 6 september 2019                                                                           |
| 18  | Chang'e 5                                                  | China                               | 23 november 2020            | 1 december 2020                                                 | Succesvolle landing op de maan, monsters verzameld, opgestegen, monsters overgedragen aan moederschip in baan om de Maan | N | Succesvolle terugkeer met monsters op Aarde op 16 december 2020                                                                   |
| 19  | CAPSTONE                                                   | NASA Verenigde Staten               | 28 juni 2022                | 13 november 2022                                                | | Orbiter in excentrische polaire baan | |
| 20  | Danuri Korea Pathfinder Lunar Orbiter                      | Zuid-Korea                          | 2 augustus 2022             | 16 december 2022                                                | | Orbiter in polaire baan op 100 km boven oppervlak | |
| 21  | Artemis I                                                  | NASA Verenigde Staten               | 16 november 2022            | 22 november 2022                                                | Onbemande testvlucht van SLS-Orion en flyby                                                                              | Inclusief 13 CubeSats | Splashdown op Aarde op 11 december 2022                                                                                           |
| 22  | Hakuto-R Mission 1                                         | Particulier Japan UAE               | 11 december 2022            | 21 maart 2023                                                   | Maanlanding gepland in krater Atlas op 25 april 2023                                                                     | Deelnemer van Google Lunar X Prize UAE rover Rashid | Contact tijdens landing verloren                                                                                                  |
| 23  | Chandrayaan-3                                              | India                               | 14 juli 2023                | 6 augustus 2023                                                 | Zachte Maanlanding met rover bij maanzuidpool (69⁰22' ZB, 32⁰21' OL) op 23 augustus 2023 12:32 UTC                       | Eerste geslaagde Indiase maanlanding, orbiter van Chandrayaan-2 gebruikt voor communicatie | 4 september 2023 in stand-by modus gezet, ontwaken mislukt.                                                                       |
| 24  | Loena 25                                                   | Rusland                             | 10 augustus 2023            | 16 augustus 2023                                                | Plan: 21-23 augustus Maanlander laten landen in de Boguslawskykrater bij de Maanzuidpool                                 | Mislukte baancorrectie | 20 augustus neergestort op de Maan                                                                                                |
| 25  | SLIM                                                       | JAXA Japan                          | 6 september 2023            | 25 december 2023                                                | 19 januari 2024 Precisielanding in de Shiolikrater (13.3°ZB, 25.2°OL)                                                    | Samen met ruimtetelescoop XRISM gelanceerd, problemen met zonnepanelen, lander ondersteboven geland. Enkele activiteiten uitgevoerd tijdens een korte operationele fase. Op 2 februari in standby modus gezet voor de maannacht, operationeel tijdens zonlicht. | Pogingen tot contact op 25 mei en eind juni hadden geen succes, en 28 juni 2024 werd de missie door JAXA als beëindigd verklaard. |
| 26  | CLPS-1, Peregrine Mission One                              | Astrobotic Verenigde Staten         | 8 januari 2024              |                                                                 | Onbemande CLPS-missie door Astrobotic, testen van maanlander Peregrine voor bemande missies                              | Maanlanding afgeblazen wegens brandstoflek na lancering. | 18 januari 2024 20:59 UTC opgebrand in de aardatmosfeer boven de Stille Oceaan.                                                   |
| 27  | CLPS-2, Nova-C (IM-1) maanlander Odysseus                  | Intuitive Machines Verenigde Staten | 15 februari 2024 06:05 UTC  | 21 februari 2024                                                | Onbemande CLPS-missie door Intuitive Machines en Lunar Flashlight CubeSat                                                | 22 februari zachte landing in Krater Malapert 80,297° ZB 1,261° OL, lander gekanteld bij landing. | 23 maart 2024 contact verloren |
| 28  | Chang'e 6                                                  | China                               | 3 mei 2024                  | 8 mei 2024 (parkeerbaan) 1 juni 2024 (maanlanding)              | Sample-return missie op de achterzijde van de Maan                                                                       | Zachte maanlanding achterzijde 1 juni 2024, 2 kg maanmonsters teruggebracht naar de aarde. | Terugkeer op aarde op 25 juni 2024                                                                                                |
| 29  | Blue Ghost M1, maanlander Blue Ghost                       | Firefly Aerospace Verenigde Staten  | 15 januari 2025, 06:11 UTC  | 13 februari 2025 in baan om de Maan 2 maart 2025 zachte landing | CLPS-missie door Firefly Aerospace.                                                                                      | Zachte landing in Mare Crisium, Mons Latreille, 18.56 N, 61.81 O, 14 dagen werkzaam op de Maan. Foto van zonsverduistering op 14 maart. | Batterijen leeg in de Maannacht 16 maart 2025, 23:25 UTC                                                                          |
| 30  | Hakuto-R missie 2 maanlander Resilience en rover Tenacious | Ispace Japan                        | 15 januari 2025, 06:11 UTC  | 28 mei in baan om de maan                                       | Beoogde landingsplaats Mare Frigoris, 60.5 N, 4.6 W                                                                      | Mislukte landing | 5 juni 19:17 UTC, 50 m boven de Maan contact verloren                                                                             |
| 31  | CLPS-3, Nova-C (IM-2) maanlander Athena                    | Intuitive Machines Verenigde Staten | 27 februari 2025, 00:02 UTC | 3 maart 2025 in baan om de Maan                                 | CLPS-missie door Intuitive Machines + CubeSat,                                                                           | 6 maart geland bij Mons Mouton (84.6 Z, 31.0 W). Lander ligt op zijkant en kon niet opladen met zonnepanelen. | 7 maart 2025 uitgeschakeld wegens lege batterijen                                                                                 |

## Lopende onbemande programma's
| Land    | Ruimtevaartagentschap         | Ruimteprogramma         | Plan                                                   | Doel | Specificaties                                                                                 | Bijzonderheden                                            |
| ------- | ----------------------------- | ----------------------- | ------------------------------------------------------ | --- | --------------------------------------------------------------------------------------------- | --------------------------------------------------------- |
| Rusland | Ruimtestaatsbedrijf Roskosmos | Luna-Glob (Loena 25-31) | vanaf 2023 Maanlanders lanceren m.b.v. de Sojoez raket | Onderzoek aan de Maanbodem en de ijle atmosfeer rond de Maanzuidpool. Op termijn retourvlucht met maanmonsters. | - Gewicht: 1,7 ton - 9 Wetenschappelijke instrumenten - Pilot-D instrument (terreinnavigatie) | Vertraagd door de mislukte Phobos-Grunt missie naar Mars. |

## Geplande onbemande missies
| Land             | Naam | Lancering verwacht | Draagraket           |
| ---------------- | --- | ------------------ | -------------------- |
| Verenigde Staten | Griffin Mission One, maanlander Griffin met rover Viper (CLPS-missie door Astrobotics)                      | november 2025      | Falcon Heavy         |
| Verenigde Staten | Nova-C (IM-3), maanlander Nova-C (CLPS-missie door Intuitive Machines) en Lunar Flashlight CubeSat          | voorjaar 2026      | Falcon 9             |
| Verenigde Staten | HLS Uncrewed Lunar Demo, test van prototype Starship Human Lander System als voorbereiding voor Artemis III | 2026               | Starship-Super Heavy |
| Verenigde Staten | Blue Ghost M2, door Firefly Aerospace. Landingsplaats achterzijde Maan                                      | 2026               | Falcon 9             |
| China            | Chang'e 7                                                                                                   | 2026               | Lange Mars 5         |
| Verenigde Staten | Nova-C (IM-4), maanlander Nova-C (CLPS-missie door Intuitive Machines) en Lunar Flashlight CubeSat          | najaar 2026        | Falcon 9             |
| Verenigde Staten | Ruimtestation Lunar Gateway met de modules PPE en HALO in baan om de maan brengen                           | 2027               | Falcon Heavy         |
| Verenigde Staten | SpaceX GLS-1, bevoorrading Lunar Gateway per Dragon XL                                                      | 2028               | Falcon Heavy         |
| Verenigde Staten | SpaceX GLS-2, bevoorrading Lunar Gateway per Dragon XL                                                      | 2029               | Falcon Heavy         |
| Rusland          | Loena 26, maansatelliet                                                                                     | januari 2027       | Sojoez               |
| Rusland          | Loena 27, maanlander                                                                                        | 2028               | Sojoez               |
| Rusland          | Loena 28 | 2030               | Sojoez               |
| Zuid-Korea       | maanlander                                                                                                  | voor 2030          |                      |
| Rusland          | Loena 29, 30 en 31                                                                                          | na 2030            | Sojoez               |

## Geplande bemande missies
| Land                      | Naam                                 | Lancering verwacht |
| ------------------------- | ------------------------------------ | --- |
| Verenigde Staten & Canada | Artemis II                           | April 2026, NASA's eerste bemande vlucht met het Space Launch System en Orion naar een retrograde baan om de Maan en weer terug naar aarde met Trans Lunar Injection en Trans Earth Injection. Aan boord zal ook een Canadees zijn. |
| Verenigde Staten          | Artemis III                          | Midden 2027, bemande maanlanding met eerste vrouw op de Maan met Starship HLS, eerste bemande maanlanding sinds 1972. |
| Verenigde Staten          | Artemis 4                            | September 2028, eerste bezoek Lunar Gateway, en maanlanding met Starship HLS |
| Verenigde Staten          | Artemis 5                            | maanlanding |
| Verenigde Staten          | Artemis 6                            | maanlanding |
| Verenigde Staten          | Artemis 7                            | maanlanding |
| Verenigde Staten          | Artemis 8                            | maanlanding |
| SpaceX Particulier        | vluchtnaam onbekend                  | In 2022 bekendgemaakte commerciële vlucht met de Starship met aan boord meerdere betalende ruimtetoeristen waaronder Dennis Tito |
| China Rusland             | International Lunar Research Station | 2025, maanbasis 2027-2032 |

## Afbeeldingen

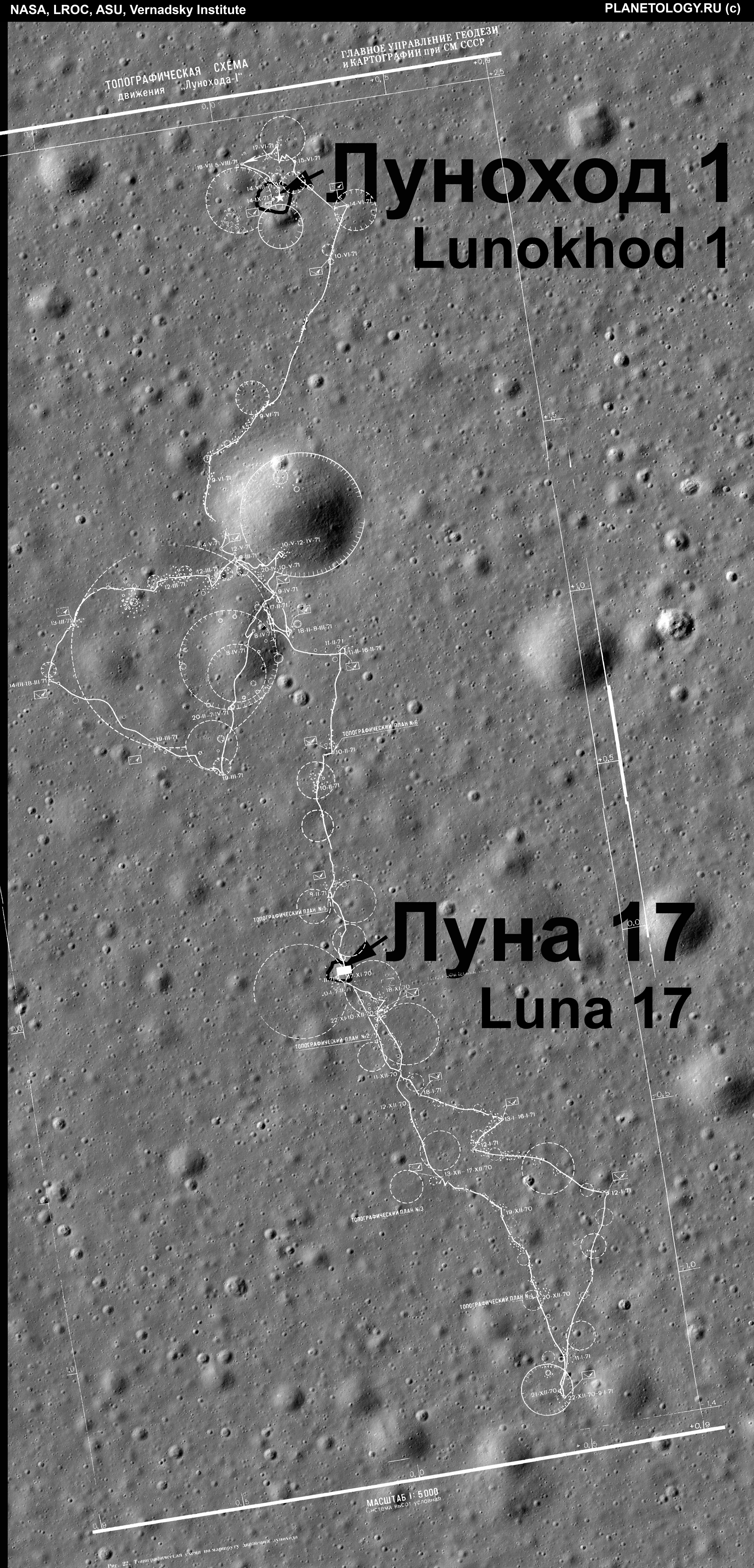
Russische maanrobot Loena 17 teruggevonden door LRO
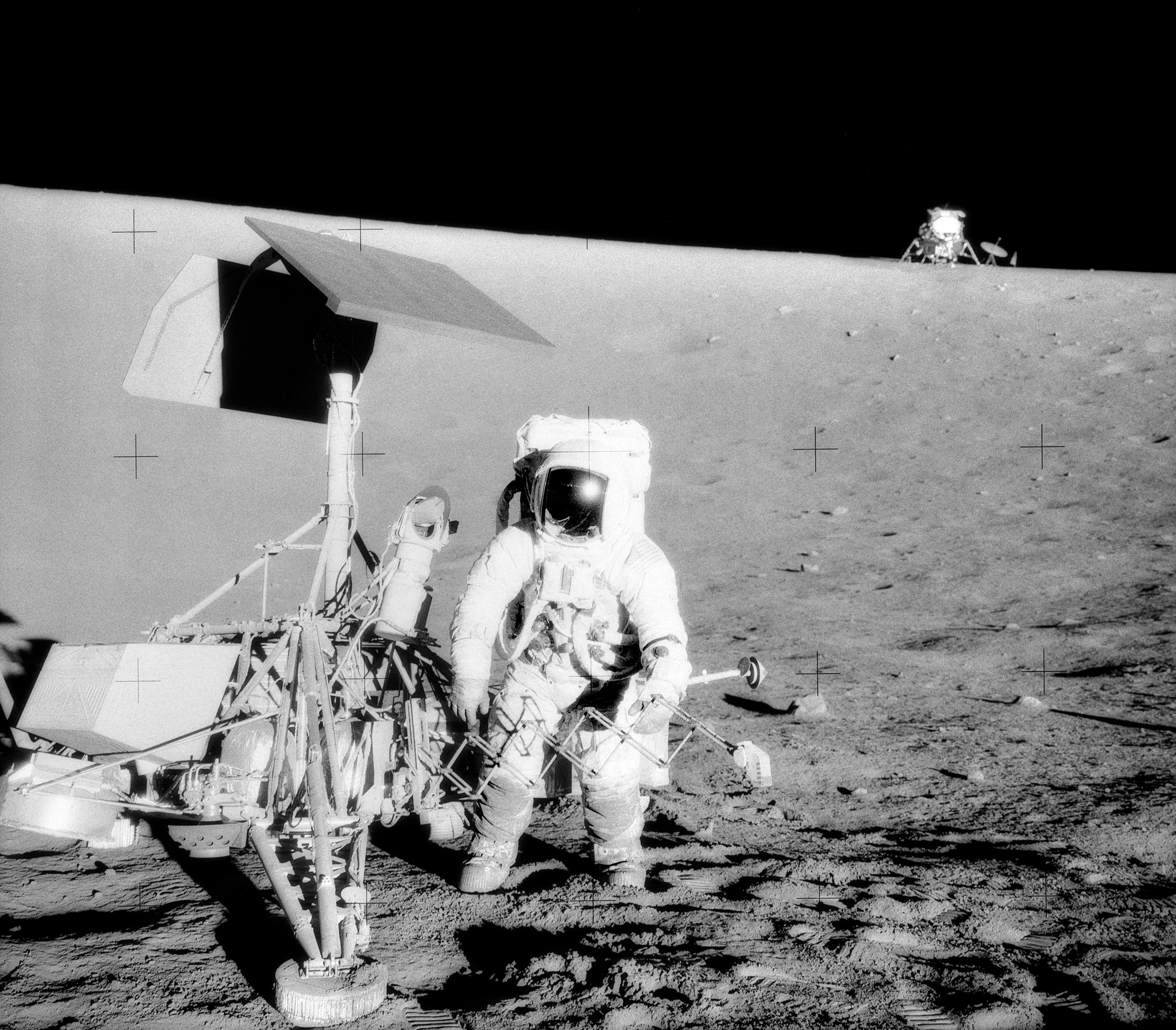
Astronaut van Apollo 12 is naar Surveyor 3 gelopen
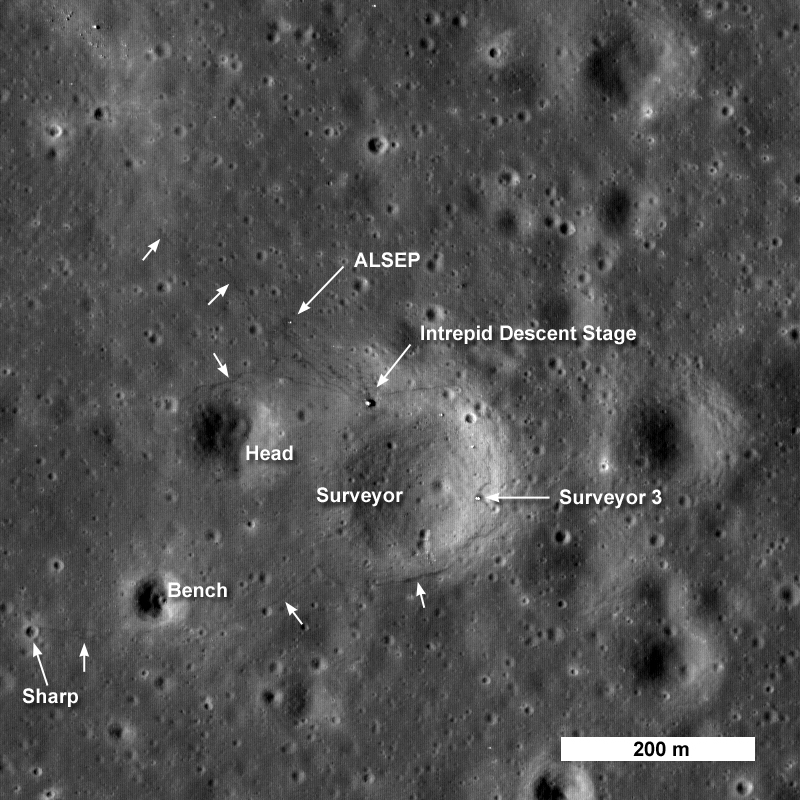
Landingsplaats van Apollo 12 herkend door LRO